# Alpha-Cétoglutarate déshydrogénase
L’α-cétoglutarate déshydrogénase, ou 2-oxoglutarate déshydrogénase (OGDH), est une oxydoréductase qui fait partie du complexe alpha-cétoglutarate déshydrogénase, dont elle est l'enzyme E1, complexe qui réalise la conversion de l'α-cétoglutarate en succinyl-CoA et CO2 :
|                 | + CoA-SH + NAD+ → NADH + CO2 + |              |
| α-cétoglutarate |                                | Succinyl-CoA |

Plus précisément, l'enzyme E1 catalyse la fixation de l'α-cétoglutarate sur un lipoamide avec l'aide de thiamine pyrophosphate (TPP).
Le mécanisme de cette réaction, qui fait intervenir successivement les enzymes E1, E2 et E3, chacune avec ses cofacteurs, est assez complexe, et peut être résumé par le schéma simplifié ci-dessous :

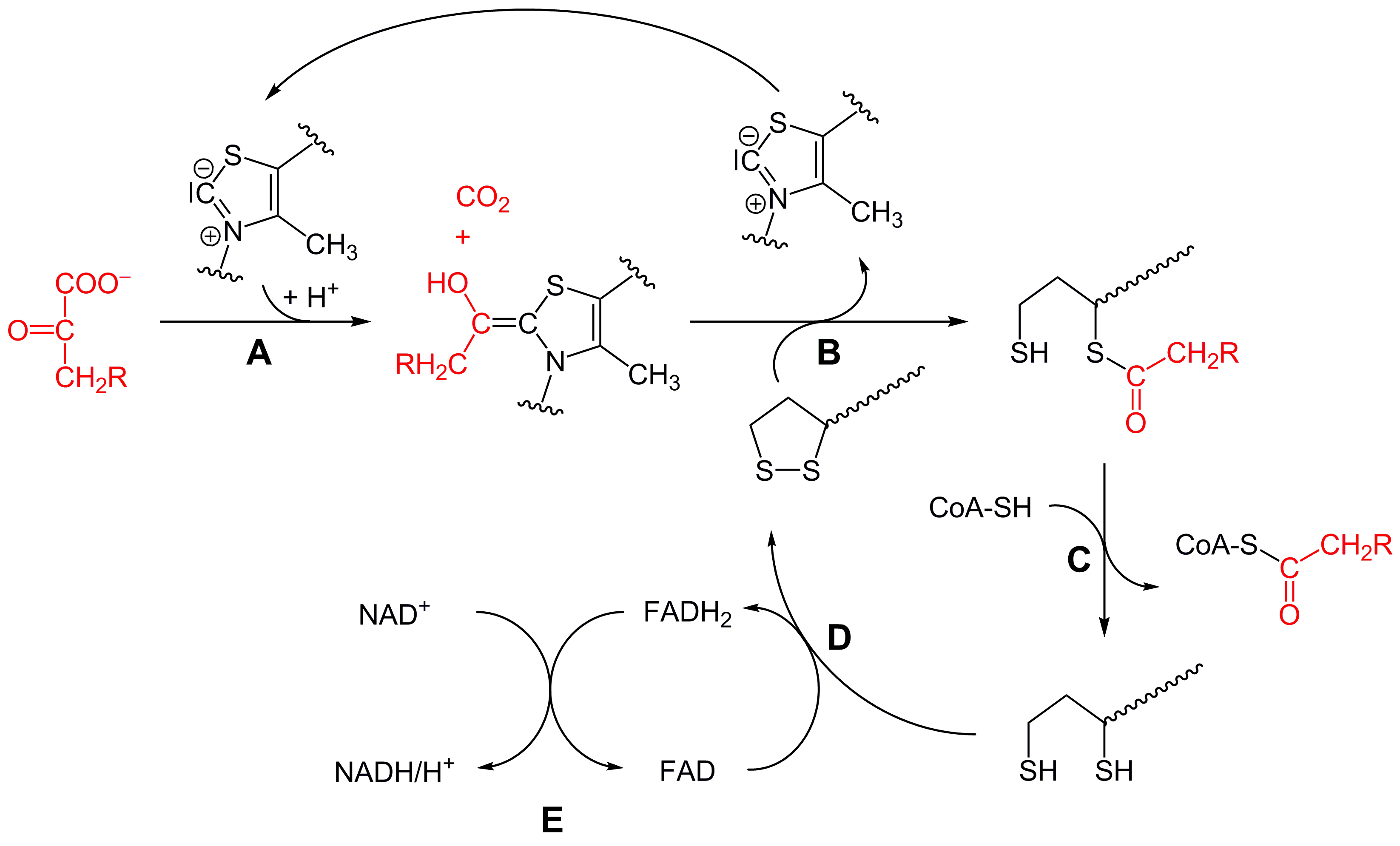
Mécanisme réactionnel du complexe α-cétoglutarate déshydrogénase (R = sur ce schéma) :
- l’α-cétoglutarate déshydrogénase (E1) catalyse les étapes A et B avec la thiamine pyrophosphate (TPP),
- la dihydrolipoamide S-succinyltransférase (E2) catalyse l'étape C avec le lipoamide et la coenzyme A (CoA-SH),
- la dihydrolipoyl déshydrogénase (E3) catalyse les étapes D et E avec la FAD et la NAD^{+}.